# Pequeño teorema de Picard
En matemáticas, y más precisamente en análisis matemático, el pequeño teorema de Picard (nombrado en honor al matemático francés Charles Émile Picard) es un teorema sobre los valores de la imagen de funciones enteras (función holomorfa definida en {\displaystyle \mathbb {C} }).

## Valores Lacunares
Un número complejo se dice valor lacunar de la función {\displaystyle f(z)} si {\displaystyle f(z)\neq a} en la región donde {\displaystyle f} es definida. Por ejemplo, {\displaystyle 0} es un valor lacunar de {\displaystyle e^{z}} en {\displaystyle \mathbb {C} }.

## Enunciado
Las únicas funciones enteras con más de un valor lacunar finito son las constantes.